# Matisia arteagensis
Matisia arteagensis är en malvaväxtart som beskrevs av Cuatrecasas. Matisia arteagensis ingår i släktet Matisia och familjen malvaväxter. Inga underarter finns listade i Catalogue of Life.